# Kurobebrillia jokaquinta
Kurobebrillia jokaquinta är en tvåvingeart som beskrevs av Sasa och Kazuo Ogata 1999. Kurobebrillia jokaquinta ingår i släktet Kurobebrillia och familjen fjädermyggor. Inga underarter finns listade i Catalogue of Life.